# Responsa
Pour les autres significations, voir Responsa (judaïsme).
Les responsa (latin : pluriel de responsum, « réponse »)  comprennent un corpus de décisions écrites et réglementations données par des experts en loi en réponse à des questions qui leur sont adressées. À l'origine du droit romain, il s'agissait de réponses orales données par les pontifes aux questions concernant la bonne tenue des rites religieux et du mos maiorum (coutumes).

## Dans le catholicisme
Les responsa sont des réponses doctrinales formulées par le Dicastère pour la Doctrine de la foi ou par le pape lui-même.
Un responsum ad dubium (réponse à doute) a par exemple été émis en 2021 par la Congrégation pour la doctrine de la foi en ce qui concerne la bénédiction des couples homosexuels. Le pape François a répondu en 2023 aux dubia (doutes) exprimés par cinq cardinaux en lien avec les orientations du synode sur la synodalité.